# Tuckernuck Island
Tuckernuck è un'isola facente parte della città di Nantucket, nello Stato del Massachusetts. Sorge a ovest dell'isola di Nantucket e a est dell'isola di Muskeget. Il suo nome significa "pezzo di pane". L'isola ha un'estensione di 3,6 km².
Nel 1902 un noreaster causò la separazione di una parte del territorio dell'isola di Tuckernuck che costituì l'isola Adams, oggi sommersa.

## Insediamenti
L'isola è di proprietà dei suoi residenti, che solitamente trascorrono qui solo il periodo estivo. Sull'isola sono state costruite circa 35 abitazioni, la più antica delle quali risale al XVIII secolo. L'isola è sprovvista di strade asfaltate o altre strutture pubbliche, e la popolazione si muove su automobili o golf cart. Il rifornimento elettrico è garantito da generatori a gas e pannelli solari fotovoltaici, mentre l'acqua proviene da diverse sorgenti distribuite sull'isola.

## Geologia
Tuckernuck fu in origine formata da una propaggine della morena appartenente all'ultima glaciazione del Wisconsin. Alcune basse colline presenti nel nord dell'isola indicano proprio l'antico passaggio dei ghiacci, mentre nella parte sud si trovano delle aree pianeggianti.

## Flora
Le piante dominanti a Tuckernuck includono la Schizachyrium scoparium, l'Arctostaphylos uva-ursi e alcune specie della famiglia delle Ericaceae. Ci sono altresì aree estese con Quercus di 5 metri di altezza insieme a Pinus rigida, Gaylussacia baccata e Clethra alnifolia. L'acero rosso e il Nyssa sylvatica crescono vicino agli acquitrini e ai kettle. Troviamo anche piccole paludi di acqua dolce e salata dominate da fusti di Spartina.

## Fauna
Una colonia di circa 150.000 esemplari di Clangula hyemalis si trova sull'isola, insieme ad alcune migliaia di Somateria e a tre specie di Melanitta. Inoltre, sul finire dell'estate arrivano qui migliaia di storni che si preparano per migrare ancora più a sud. Altre specie rare di volatili che possiamo trovare sull'isola sono l'Asio flammeus, il Charadrius melodius, la Sterna antillarum, il Circus cyaneus e la Sterna hirundo.
Le zone sabbiose di Tuckernuck sono invece meta di pinnipedi quali la Phoca vitulina e l'Halichoerus grypus.

## Accessi all'isola
Essendo un'isola privata, l'accesso a Tuckernuck è vietato per coloro che non siano stati invitati.
Nel sud dell'isola si trova una pista erbosa per aerei, utilizzata dai soli abitanti di Tuckernuck.